# Calyptranthes hondurensis
Calyptranthes hondurensis är en myrtenväxtart som beskrevs av Paul Carpenter Standley. Calyptranthes hondurensis ingår i släktet Calyptranthes och familjen myrtenväxter. Inga underarter finns listade i Catalogue of Life.